# 1970年のアメリカンリーグチャンピオンシップシリーズ
1970年の野球において、メジャーリーグベースボール（MLB）のポストシーズンは10月3日に開幕した。アメリカンリーグの第2回リーグチャンピオンシップシリーズ（英語: 2nd American League Championship Series、以下「リーグ優勝決定戦」と表記）は、同日から5日にかけて計3試合が開催された。その結果、ボルチモア・オリオールズ（東地区）がミネソタ・ツインズ（西地区）を3勝0敗で下し、2年連続4回目のリーグ優勝およびワールドシリーズ進出を果たした。
レギュラーシーズンでは両球団は12試合対戦し、ツインズが7勝5敗と勝ち越している。しかし今シリーズは、同じ顔合わせだった前年と同様に、オリオールズが初戦から3連勝のいわゆる "スウィープ" で突破した。ポストシーズンのスウィープ史上、全試合で点差が4点以上開いていたのは今シリーズが初めて。オリオールズ先発投手のマイク・クェイヤーは、初戦の4回表に打席で満塁本塁打を放った。投手による満塁本塁打はポストシーズン史上初である。このあとオリオールズは、ワールドシリーズでもナショナルリーグ王者シンシナティ・レッズを4勝1敗で下し、4年ぶり2度目の優勝を成し遂げた。
今シリーズでは、MLB審判員の労働組合がポストシーズン出場給の増額を求め、初戦限定のストライキを決行したため、その日だけは引退した元審判員やマイナーリーグの審判員らが出場した。第2戦以降は通常の審判員が業務に戻り、労使交渉は7日に妥結した。

## 試合結果
1970年のアメリカンリーグ優勝決定戦は10月3日に開幕し、3日間で3試合が行われた。日程・結果は以下の通り。
| 日付                                                    | 試合  | ビジター球団（先攻）     | スコア | ホーム球団（後攻）       | 開催球場                   | 開催球場                                               |
| ------------------------------------------------------- | ----- | ------------------------ | ------ | ------------------------ | -------------------------- | ------------------------------------------------------ |
| 10月03日（土）                                          | 第1戦 | ボルチモア・オリオールズ | 10－6  | ミネソタ・ツインズ       | メトロポリタン・スタジアム | メトロポリタン・ · スタジアムメモリアル・ · スタジアム |
| 10月04日（日）                                          | 第2戦 | ボルチモア・オリオールズ | 11－3  | ミネソタ・ツインズ       | メトロポリタン・スタジアム | メトロポリタン・ · スタジアムメモリアル・ · スタジアム |
| 10月05日（月）                                          | 第3戦 | ミネソタ・ツインズ       | 1－6   | ボルチモア・オリオールズ | メモリアル・スタジアム     | メトロポリタン・ · スタジアムメモリアル・ · スタジアム |
| 優勝：ボルチモア・オリオールズ（3勝0敗 / 2年連続4度目） |       |                          |        |                          |                            | メトロポリタン・ · スタジアムメモリアル・ · スタジアム |

### 第1戦 10月3日
- メトロポリタン・スタジアム（ミネソタ州ブルーミントン）

|                          | 1 | 2 | 3 | 4 | 5 | 6 | 7 | 8 | 9 | R  | H  | E |
| ------------------------ | - | - | - | - | - | - | - | - | - | -- | -- | - |
| ボルチモア・オリオールズ | 0 | 2 | 0 | 7 | 0 | 1 | 0 | 0 | 0 | 10 | 13 | 0 |
| ミネソタ・ツインズ       | 1 | 1 | 0 | 1 | 3 | 0 | 0 | 0 | 0 | 6  | 11 | 2 |

1. 勝利：ディック・ホール（1勝）
2. 敗戦：ジム・ペリー（1敗）
3. 本塁打
BAL：マイク・クェイヤー1号満塁、ドン・ビュフォード1号ソロ、ブーグ・パウエル1号ソロ
MIN：ハーモン・キルブルー1号ソロ
4. 審判
［球審］ジョニー・スティーブンス
［塁審］一塁: ビル・ディーガン、二塁: ダロルド・サチェル、三塁: チャーリー・ベリー
5. 昼間試合  試合時間: 2時間36分  観客: 2万6847人  気温: 57°F（13.9°C）
詳細: MLB.com Gameday / Baseball-Reference.com

| ボルチモア・オリオールズ | ボルチモア・オリオールズ | ボルチモア・オリオールズ | ボルチモア・オリオールズ | ボルチモア・オリオールズ                                                                                                | ミネソタ・ツインズ | ミネソタ・ツインズ | ミネソタ・ツインズ | ミネソタ・ツインズ | ミネソタ・ツインズ                                                                                        |
| ------------------------ | ------------------------ | ------------------------ | ------------------------ | --- | ------------------ | ------------------ | ------------------ | ------------------ | --- |
| 打順                     | 守備                     | 選手                     | 打席                     | M・クェイヤーE・ヘンドリックスB・パウエルD・ジョンソンB・ロビンソンM・ベランガーD・ビュフォードP・ブレアーF・ロビンソン | 打順               | 守備               | 選手               | 打席               | J・ペリーG・ミッターワルドR・リースD・トンプソンH・キルブルーL・カルデナスB・アリエイC・トーバーT・オリバ |
| 1                        | 左                       | D・ビュフォード          | 両                       | M・クェイヤーE・ヘンドリックスB・パウエルD・ジョンソンB・ロビンソンM・ベランガーD・ビュフォードP・ブレアーF・ロビンソン | 1                  | 中                 | C・トーバー        | 右                 | J・ペリーG・ミッターワルドR・リースD・トンプソンH・キルブルーL・カルデナスB・アリエイC・トーバーT・オリバ |
| 2                        | 中                       | P・ブレアー              | 右                       | M・クェイヤーE・ヘンドリックスB・パウエルD・ジョンソンB・ロビンソンM・ベランガーD・ビュフォードP・ブレアーF・ロビンソン | 2                  | 遊                 | L・カルデナス      | 右                 | J・ペリーG・ミッターワルドR・リースD・トンプソンH・キルブルーL・カルデナスB・アリエイC・トーバーT・オリバ |
| 3                        | 一                       | B・パウエル              | 左                       | M・クェイヤーE・ヘンドリックスB・パウエルD・ジョンソンB・ロビンソンM・ベランガーD・ビュフォードP・ブレアーF・ロビンソン | 3                  | 三                 | H・キルブルー      | 右                 | J・ペリーG・ミッターワルドR・リースD・トンプソンH・キルブルーL・カルデナスB・アリエイC・トーバーT・オリバ |
| 4                        | 右                       | F・ロビンソン            | 右                       | M・クェイヤーE・ヘンドリックスB・パウエルD・ジョンソンB・ロビンソンM・ベランガーD・ビュフォードP・ブレアーF・ロビンソン | 4                  | 右                 | T・オリバ          | 左                 | J・ペリーG・ミッターワルドR・リースD・トンプソンH・キルブルーL・カルデナスB・アリエイC・トーバーT・オリバ |
| 5                        | 捕                       | E・ヘンドリックス        | 左                       | M・クェイヤーE・ヘンドリックスB・パウエルD・ジョンソンB・ロビンソンM・ベランガーD・ビュフォードP・ブレアーF・ロビンソン | 5                  | 左                 | B・アリエイ        | 右                 | J・ペリーG・ミッターワルドR・リースD・トンプソンH・キルブルーL・カルデナスB・アリエイC・トーバーT・オリバ |
| 6                        | 三                       | B・ロビンソン            | 右                       | M・クェイヤーE・ヘンドリックスB・パウエルD・ジョンソンB・ロビンソンM・ベランガーD・ビュフォードP・ブレアーF・ロビンソン | 6                  | 一                 | R・リース          | 左                 | J・ペリーG・ミッターワルドR・リースD・トンプソンH・キルブルーL・カルデナスB・アリエイC・トーバーT・オリバ |
| 7                        | 二                       | D・ジョンソン            | 右                       | M・クェイヤーE・ヘンドリックスB・パウエルD・ジョンソンB・ロビンソンM・ベランガーD・ビュフォードP・ブレアーF・ロビンソン | 7                  | 捕                 | G・ミッターワルド  | 右                 | J・ペリーG・ミッターワルドR・リースD・トンプソンH・キルブルーL・カルデナスB・アリエイC・トーバーT・オリバ |
| 8                        | 遊                       | M・ベランガー            | 右                       | M・クェイヤーE・ヘンドリックスB・パウエルD・ジョンソンB・ロビンソンM・ベランガーD・ビュフォードP・ブレアーF・ロビンソン | 8                  | 二                 | D・トンプソン      | 右                 | J・ペリーG・ミッターワルドR・リースD・トンプソンH・キルブルーL・カルデナスB・アリエイC・トーバーT・オリバ |
| 9                        | 投                       | M・クェイヤー            | 左                       | M・クェイヤーE・ヘンドリックスB・パウエルD・ジョンソンB・ロビンソンM・ベランガーD・ビュフォードP・ブレアーF・ロビンソン | 9                  | 投                 | J・ペリー          | 両                 | J・ペリーG・ミッターワルドR・リースD・トンプソンH・キルブルーL・カルデナスB・アリエイC・トーバーT・オリバ |
| 先発投手                 | 先発投手                 | 先発投手                 | 投球                     | M・クェイヤーE・ヘンドリックスB・パウエルD・ジョンソンB・ロビンソンM・ベランガーD・ビュフォードP・ブレアーF・ロビンソン | 先発投手           | 先発投手           | 先発投手           | 投球               | J・ペリーG・ミッターワルドR・リースD・トンプソンH・キルブルーL・カルデナスB・アリエイC・トーバーT・オリバ |
| M・クェイヤー            | M・クェイヤー            | M・クェイヤー            | 左                       | M・クェイヤーE・ヘンドリックスB・パウエルD・ジョンソンB・ロビンソンM・ベランガーD・ビュフォードP・ブレアーF・ロビンソン | J・ペリー          | J・ペリー          | J・ペリー          | 右                 | J・ペリーG・ミッターワルドR・リースD・トンプソンH・キルブルーL・カルデナスB・アリエイC・トーバーT・オリバ |

### 第2戦 10月4日
- メトロポリタン・スタジアム（ミネソタ州ブルーミントン）

|                          | 1 | 2 | 3 | 4 | 5 | 6 | 7 | 8 | 9 | R  | H  | E |
| ------------------------ | - | - | - | - | - | - | - | - | - | -- | -- | - |
| ボルチモア・オリオールズ | 1 | 0 | 2 | 1 | 0 | 0 | 0 | 0 | 7 | 11 | 13 | 0 |
| ミネソタ・ツインズ       | 0 | 0 | 0 | 3 | 0 | 0 | 0 | 0 | 0 | 3  | 6  | 2 |

1. 勝利：デーブ・マクナリー（勝）
2. 敗戦：トム・ホール（1敗）
3. 本塁打
BAL：フランク・ロビンソン1号2ラン、デービー・ジョンソン1号3ラン
MIN：ハーモン・キルブルー2号2ラン、トニー・オリバ1号ソロ
4. 審判
［球審］ビル・ハラー
［塁審］一塁: ジム・オドム、二塁: ジェリー・ニューデッカー、三塁: ジム・ホノチック
［外審］左翼: マーティー・スプリングステッド、右翼: ラス・ゲーツ
5. 昼間試合  試合時間: 2時間59分  観客: 2万7490人  気温: 73°F（22.8°C）
詳細: MLB.com Gameday / Baseball-Reference.com

| ボルチモア・オリオールズ | ボルチモア・オリオールズ | ボルチモア・オリオールズ | ボルチモア・オリオールズ | ボルチモア・オリオールズ                                                                                                   | ミネソタ・ツインズ | ミネソタ・ツインズ | ミネソタ・ツインズ | ミネソタ・ツインズ | ミネソタ・ツインズ                                                                                          |
| ------------------------ | ------------------------ | ------------------------ | ------------------------ | --- | ------------------ | ------------------ | ------------------ | ------------------ | --- |
| 打順                     | 守備                     | 選手                     | 打席                     | D・マクナリーA・エチェバレンB・パウエルD・ジョンソンB・ロビンソンM・ベランガーM・レッテン · マンドP・ブレアーF・ロビンソン | 打順               | 守備               | 選手               | 打席               | T・ホールG・ミッターワルドR・レニックD・トンプソンH・キルブルーL・カルデナスB・アリエイC・トーバーT・オリバ |
| 1                        | 遊                       | M・ベランガー            | 右                       | D・マクナリーA・エチェバレンB・パウエルD・ジョンソンB・ロビンソンM・ベランガーM・レッテン · マンドP・ブレアーF・ロビンソン | 1                  | 中                 | C・トーバー        | 右                 | T・ホールG・ミッターワルドR・レニックD・トンプソンH・キルブルーL・カルデナスB・アリエイC・トーバーT・オリバ |
| 2                        | 中                       | P・ブレアー              | 右                       | D・マクナリーA・エチェバレンB・パウエルD・ジョンソンB・ロビンソンM・ベランガーM・レッテン · マンドP・ブレアーF・ロビンソン | 2                  | 遊                 | L・カルデナス      | 右                 | T・ホールG・ミッターワルドR・レニックD・トンプソンH・キルブルーL・カルデナスB・アリエイC・トーバーT・オリバ |
| 3                        | 右                       | F・ロビンソン            | 右                       | D・マクナリーA・エチェバレンB・パウエルD・ジョンソンB・ロビンソンM・ベランガーM・レッテン · マンドP・ブレアーF・ロビンソン | 3                  | 三                 | H・キルブルー      | 右                 | T・ホールG・ミッターワルドR・レニックD・トンプソンH・キルブルーL・カルデナスB・アリエイC・トーバーT・オリバ |
| 4                        | 一                       | B・パウエル              | 左                       | D・マクナリーA・エチェバレンB・パウエルD・ジョンソンB・ロビンソンM・ベランガーM・レッテン · マンドP・ブレアーF・ロビンソン | 4                  | 右                 | T・オリバ          | 左                 | T・ホールG・ミッターワルドR・レニックD・トンプソンH・キルブルーL・カルデナスB・アリエイC・トーバーT・オリバ |
| 5                        | 左                       | M・レッテンマンド        | 右                       | D・マクナリーA・エチェバレンB・パウエルD・ジョンソンB・ロビンソンM・ベランガーM・レッテン · マンドP・ブレアーF・ロビンソン | 5                  | 左                 | B・アリエイ        | 右                 | T・ホールG・ミッターワルドR・レニックD・トンプソンH・キルブルーL・カルデナスB・アリエイC・トーバーT・オリバ |
| 6                        | 三                       | B・ロビンソン            | 右                       | D・マクナリーA・エチェバレンB・パウエルD・ジョンソンB・ロビンソンM・ベランガーM・レッテン · マンドP・ブレアーF・ロビンソン | 6                  | 捕                 | G・ミッターワルド  | 右                 | T・ホールG・ミッターワルドR・レニックD・トンプソンH・キルブルーL・カルデナスB・アリエイC・トーバーT・オリバ |
| 7                        | 二                       | D・ジョンソン            | 右                       | D・マクナリーA・エチェバレンB・パウエルD・ジョンソンB・ロビンソンM・ベランガーM・レッテン · マンドP・ブレアーF・ロビンソン | 7                  | 一                 | R・レニック        | 右                 | T・ホールG・ミッターワルドR・レニックD・トンプソンH・キルブルーL・カルデナスB・アリエイC・トーバーT・オリバ |
| 8                        | 捕                       | A・エチェバレン          | 右                       | D・マクナリーA・エチェバレンB・パウエルD・ジョンソンB・ロビンソンM・ベランガーM・レッテン · マンドP・ブレアーF・ロビンソン | 8                  | 二                 | D・トンプソン      | 右                 | T・ホールG・ミッターワルドR・レニックD・トンプソンH・キルブルーL・カルデナスB・アリエイC・トーバーT・オリバ |
| 9                        | 投                       | D・マクナリー            | 右                       | D・マクナリーA・エチェバレンB・パウエルD・ジョンソンB・ロビンソンM・ベランガーM・レッテン · マンドP・ブレアーF・ロビンソン | 9                  | 投                 | T・ホール          | 左                 | T・ホールG・ミッターワルドR・レニックD・トンプソンH・キルブルーL・カルデナスB・アリエイC・トーバーT・オリバ |
| 先発投手                 | 先発投手                 | 先発投手                 | 投球                     | D・マクナリーA・エチェバレンB・パウエルD・ジョンソンB・ロビンソンM・ベランガーM・レッテン · マンドP・ブレアーF・ロビンソン | 先発投手           | 先発投手           | 先発投手           | 投球               | T・ホールG・ミッターワルドR・レニックD・トンプソンH・キルブルーL・カルデナスB・アリエイC・トーバーT・オリバ |
| D・マクナリー            | D・マクナリー            | D・マクナリー            | 左                       | D・マクナリーA・エチェバレンB・パウエルD・ジョンソンB・ロビンソンM・ベランガーM・レッテン · マンドP・ブレアーF・ロビンソン | T・ホール          | T・ホール          | T・ホール          | 左                 | T・ホールG・ミッターワルドR・レニックD・トンプソンH・キルブルーL・カルデナスB・アリエイC・トーバーT・オリバ |

### 第3戦 10月5日
- メモリアル・スタジアム（メリーランド州ボルチモア）

|                          | 1 | 2 | 3 | 4 | 5 | 6 | 7 | 8 | 9 | R | H  | E |
| ------------------------ | - | - | - | - | - | - | - | - | - | - | -- | - |
| ミネソタ・ツインズ       | 0 | 0 | 0 | 0 | 1 | 0 | 0 | 0 | 0 | 1 | 7  | 2 |
| ボルチモア・オリオールズ | 1 | 1 | 3 | 0 | 0 | 0 | 1 | 0 | X | 6 | 10 | 0 |

1. 勝利：ジム・パーマー（1勝）
2. 敗戦：ジム・カート（1敗）
3. 本塁打
BAL：デービー・ジョンソン2号ソロ
4. 審判
［球審］ジム・オドム
［塁審］一塁: ジェリー・ニューデッカー、二塁: マーティー・スプリングステッド、三塁: ジム・ホノチック
［外審］左翼: ラス・ゲーツ、右翼: ビル・ハラー
5. 試合開始時刻: 東部夏時間（UTC-4）午後1時10分  試合時間: 2時間20分  観客: 2万7608人  気温: 66°F（18.9°C）
詳細: MLB.com Gameday / Baseball-Reference.com

| ミネソタ・ツインズ | ミネソタ・ツインズ | ミネソタ・ツインズ | ミネソタ・ツインズ | ミネソタ・ツインズ                                                                                | ボルチモア・オリオールズ | ボルチモア・オリオールズ | ボルチモア・オリオールズ | ボルチモア・オリオールズ | ボルチモア・オリオールズ                                                                                            |
| ------------------ | ------------------ | ------------------ | ------------------ | ------------------------------------------------------------------------------------------------- | ------------------------ | ------------------------ | ------------------------ | ------------------------ | --- |
| 打順               | 守備               | 選手               | 打席               | J・カートP・ラトリフR・リースD・トンプソンH・キルブルーL・カルデナスC・トーバーJ・ホルトT・オリバ | 打順                     | 守備                     | 選手                     | 打席                     | J・パーマーA・エチェバレンB・パウエルD・ジョンソンB・ロビンソンM・ベランガーD・ビュフォードP・ブレアーF・ロビンソン |
| 1                  | 左                 | C・トーバー        | 右                 | J・カートP・ラトリフR・リースD・トンプソンH・キルブルーL・カルデナスC・トーバーJ・ホルトT・オリバ | 1                        | 左                       | D・ビュフォード          | 両                       | J・パーマーA・エチェバレンB・パウエルD・ジョンソンB・ロビンソンM・ベランガーD・ビュフォードP・ブレアーF・ロビンソン |
| 2                  | 遊                 | L・カルデナス      | 右                 | J・カートP・ラトリフR・リースD・トンプソンH・キルブルーL・カルデナスC・トーバーJ・ホルトT・オリバ | 2                        | 中                       | P・ブレアー              | 右                       | J・パーマーA・エチェバレンB・パウエルD・ジョンソンB・ロビンソンM・ベランガーD・ビュフォードP・ブレアーF・ロビンソン |
| 3                  | 右                 | T・オリバ          | 左                 | J・カートP・ラトリフR・リースD・トンプソンH・キルブルーL・カルデナスC・トーバーJ・ホルトT・オリバ | 3                        | 右                       | F・ロビンソン            | 右                       | J・パーマーA・エチェバレンB・パウエルD・ジョンソンB・ロビンソンM・ベランガーD・ビュフォードP・ブレアーF・ロビンソン |
| 4                  | 三                 | H・キルブルー      | 右                 | J・カートP・ラトリフR・リースD・トンプソンH・キルブルーL・カルデナスC・トーバーJ・ホルトT・オリバ | 4                        | 一                       | B・パウエル              | 左                       | J・パーマーA・エチェバレンB・パウエルD・ジョンソンB・ロビンソンM・ベランガーD・ビュフォードP・ブレアーF・ロビンソン |
| 5                  | 中                 | J・ホルト          | 左                 | J・カートP・ラトリフR・リースD・トンプソンH・キルブルーL・カルデナスC・トーバーJ・ホルトT・オリバ | 5                        | 三                       | B・ロビンソン            | 右                       | J・パーマーA・エチェバレンB・パウエルD・ジョンソンB・ロビンソンM・ベランガーD・ビュフォードP・ブレアーF・ロビンソン |
| 6                  | 捕                 | P・ラトリフ        | 左                 | J・カートP・ラトリフR・リースD・トンプソンH・キルブルーL・カルデナスC・トーバーJ・ホルトT・オリバ | 6                        | 二                       | D・ジョンソン            | 右                       | J・パーマーA・エチェバレンB・パウエルD・ジョンソンB・ロビンソンM・ベランガーD・ビュフォードP・ブレアーF・ロビンソン |
| 7                  | 一                 | R・リース          | 左                 | J・カートP・ラトリフR・リースD・トンプソンH・キルブルーL・カルデナスC・トーバーJ・ホルトT・オリバ | 7                        | 捕                       | A・エチェバレン          | 右                       | J・パーマーA・エチェバレンB・パウエルD・ジョンソンB・ロビンソンM・ベランガーD・ビュフォードP・ブレアーF・ロビンソン |
| 8                  | 二                 | D・トンプソン      | 右                 | J・カートP・ラトリフR・リースD・トンプソンH・キルブルーL・カルデナスC・トーバーJ・ホルトT・オリバ | 8                        | 遊                       | M・ベランガー            | 右                       | J・パーマーA・エチェバレンB・パウエルD・ジョンソンB・ロビンソンM・ベランガーD・ビュフォードP・ブレアーF・ロビンソン |
| 9                  | 投                 | J・カート          | 左                 | J・カートP・ラトリフR・リースD・トンプソンH・キルブルーL・カルデナスC・トーバーJ・ホルトT・オリバ | 9                        | 投                       | J・パーマー              | 右                       | J・パーマーA・エチェバレンB・パウエルD・ジョンソンB・ロビンソンM・ベランガーD・ビュフォードP・ブレアーF・ロビンソン |
| 先発投手           | 先発投手           | 先発投手           | 投球               | J・カートP・ラトリフR・リースD・トンプソンH・キルブルーL・カルデナスC・トーバーJ・ホルトT・オリバ | 先発投手                 | 先発投手                 | 先発投手                 | 投球                     | J・パーマーA・エチェバレンB・パウエルD・ジョンソンB・ロビンソンM・ベランガーD・ビュフォードP・ブレアーF・ロビンソン |
| J・カート          | J・カート          | J・カート          | 左                 | J・カートP・ラトリフR・リースD・トンプソンH・キルブルーL・カルデナスC・トーバーJ・ホルトT・オリバ | J・パーマー              | J・パーマー              | J・パーマー              | 右                       | J・パーマーA・エチェバレンB・パウエルD・ジョンソンB・ロビンソンM・ベランガーD・ビュフォードP・ブレアーF・ロビンソン |

## 評価
『ハードボール・タイムズ』のクリス・ジャフは2012年10月、歴代のポストシーズン各シリーズのうち、優勝球団が初戦から全勝する "スウィープ" のシリーズを対象に「敗退球団がリードしたイニング数が10以上なら0ポイント、5以上10未満なら2ポイント、……全くなければ25ポイント」「1試合平均の得点差が2未満なら0ポイント、2以上2.5未満なら1ポイント、……3以上3.5未満なら5ポイント、以降は0.5点ごとに2ポイントずつ加算」などの条件を設定し、つまらなさを算出した。その結果、今シリーズは58ポイントを獲得し、同年の両リーグ優勝決定戦まで計67度のスウィープ中2位タイとなった。